# Марґіта Стефанович
Марґіта «Маґі» Стефанович (серб. Маргита Маги Стефановић; *1 квітня 1959, Белград — †18 жовтня 2002, Белград) — югославська та сербська піаністка, відоміша як учасниця культового югославського гурту «Екатарина Велика».

## Біографія
Народилася у сім'ї відомого белградського театрального та кінорежисера Славолюба Стефановича-Равассі (Славољуб Стефановић Раваси). Вона була єдиною дитиною у сім'ї. 
Закінчила музичну школу імені Йосипа Славенскі (Јосип Славенски), як один із найталановитіших учнів у класі. Разом із нею вчився відомий хорватський піаніст Іво Погореліч (Ivo Pogorelić). Її відмінні показники дали можливість продовжити своє навчання у престижній Московській консерваторії, але ця ідея не сподобалась її рідним, особливо її матері, яка не хотіла, щоби донька жила самостійно у такому ранньому віці. Тож Марґіта змушена була вступити до Белградського університету на факультет архітектури. Як студент-архітектор Стефанович досягла певних здобутків, наприклад, на третьому курсі перемогла на міжнародному конкурсі у Японії, з планом розбудови чорногорського села Режевічи (Режевићи).
На останніх роках навчання Марґіта пізнайомилась зі Срджаном Вейводою, учасником одного з незалежних белградських колективів, який тривалий час був її хлопцем. Після закінчення університету 1982 році, Марґіта стала активно цікавиться світом белградського андеграунду, який її дуже вразив своєю самобутністю. Завдяки успішному навчанню вона мала змогу від'їжджати на практику та стажування до країн Західної Європи, де купила собі сучасний, як на той час, синтезатор, на якому під впливом белградських гуртів нової хвилі почала створювати інструментальні композиції. Переломним моментом стало відвідання концерту щойноствореного  гурту «Катарина II», який відбувся у залі кінотеатру «Топчидерска звезда». 1 травня 1982 року, кузен Марґіти Ґаґі Міхайлович познайомив її з вокалістом цього гурту Міланом Младеновичем, доволі відомою постаттю на тодішній белградській сцені. Мілан був вражений талантом Марґіти та її бажанням до експериментів, тож запросив приєднатися до свого колективу.
Разом вони встигли зіграти лише декілька репетицій, після чого Стефанович була змушена від'їхати на тримісячну практику до Південної Америки. Відновити співпрацю з гуртом вона змогла лише наприкінці 1982-го. В той самий час відбувся її перший  виступ у складі «Катарина II». У 1984-му колектив був змушений змінити назву на «Екатарина Велика» (EKV).
Марґіта була у складі гурту аж до припинення його існування у кінці 1994-го. Попри те, що основним лірником гурту був Младенович, Стефанович є авторкою слів таких пісень колективу: Заборави овај град, Оловне године, 7 дана, Нисам мислио на то та Синхро. До спільної творчості Мілана та Маґі належать слова пісень Први и последњи дан, Земља та  Пар година за нас.
Марґіту запрошували брати участь у запису альбомів інших югославських гуртів, як-то: «Elvis J. Kurtović & His Meteors», «Ван Гог», «Babe», «Karlowy Vary» та ін. Також вона написала музику до низки кінофільмів («Први пут с оцем на јутрење», «Vera Hofmanova», «Повтарак Вука Алимића», «Плави, Плави») та театральних вистав («Класни непријатељ», «Три сестре»). У 1985 році її запросили  знятись у фільмі (роль Драґани) Ґорана Марковича «Тајванска канастра».
Після смерті Мілана і розпаду ЕКВ, Маґі продовжувала займатися музикою. У кінці 1994-го та протягом 1995-го вона грала у кавер-гурті «Kurajberi». Роком пізніше вона долучилась до гурту молодих белградських музикантів, які експериментували з музичним стилем техно, було сформовано гурт «EQV» та видано єдиний альбом цього колективу Ти си сав мој бол (Ти уся моя туга), який складався з реміксів та обробок однойменної відомої пісні EKV. Цей альбом було видано австрійським лейблом «Coop Arts & Crafts Unlimited». Стефанович також продовжувала співпрацювати з багатьма сербськими гуртами, а у 1996-му вона відіграла серію акустичних концертів разом з гуртом «Električni orgazam». Один з таких концертів трохи згодом було видано лейблом B92. Протягом того часу вона також працювала над кількома музичними проєктами («С оне стране дуге», «Песме изнад Истока и Запада»). 

EKV Revisited

Якось у Стефанович виникла ідея створити альбом-збірку альтернативних версій пісень ЕКВ. У втіленні цієї ідеї їй став допомагати Іван «Фірче» Феце — ударник який доволі нетривалий час був у складі ЕКВ. Через проблеми з наркотиками Маґі відклала роботу над цим альбомом, проте через поганий стан здоров'я та соціальну деградацію вже ніколи більше не змогла відновити її. Проєкт пробув у замороженому стані майже 10 років, поки на початку 2005-го Феце не став знову над ним працювати. Врешті решт, цей запис побачив світ під назвою «EKV Revisted», і став своєрідним триб'ютом не стільки гурту, скільки самій Стефанович. На обкладинці було зображено силует Маґі.
Починаючи з 1996 року вона почала вживати героїн. Після смерті свого батька у лютому 1996-го, інтенсивність вживання наркотиків зросла. Через своє захоплення її зовнішній вигляд помітно погіршився. Багато колишніх знайомих її сім'ї не хотіли мати з нею ніяких справ. Через залежність від наркотиків вона розпродала майже все своє майно, включно з квартирою у центрі Белграду. Певну частку грошей вона витратила на подорож до Індії та на купівлю двох маленьких квартир. Невдовзі після цього вона була змушена розпродати останнє, що ще мала, та оселитися у напівзруйнованому гаражі в районі Борча. Так почався період деградації Стефанович. У той час, коли вона навіть не була здатна купити собі їжу, Марґіта дуже залежала від благодійності.
Останні роки свого життя Марґіта Стефанович провела у притулку для бездомних у районі Вождовац (Voždovac) у Белграді. У неї було виявлено ВІЛ, яким вона могла заразитися через внутрішньовенне вживання наркотиків. Померла 18 вересня 2002 року в лікарні інфекційних захворювань, де вона перебувала з серпня 2002-го.